# Sido Mulyo (Seluma Selatan)
Sido Mulyo is een bestuurslaag in het regentschap Seluma van de provincie Bengkulu, Indonesië. Sido Mulyo telt 1212 inwoners (volkstelling 2010).